# Mario Arlotta
Mario Arlotta (Napoli, 26 marzo 1879 – Roma, 25 aprile 1946) è stato un militare, diplomatico e politico italiano, che ricoprì l'incarico di Ambasciatore italiano in Grecia (1916-1929) e poi di Ambasciatore in Ungheria (1930-1936) e in Argentina (7 agosto 1936-1939). Fu nominato senatore del Regno d'Italia nel 1939.

## Biografia
Nacque a Napoli il 26 marzo 1879. Nel 1897 fu ammesso a frequentare la Regia Accademia Navale di Livorno da cui uscì con il grado di guardiamarina nel 1899. Promosso sottotenente di vascello, tra il 1900 e il 1903, in forza al Corpo di spedizione italiano in Cina prese parte alle operazioni di repressione della rivolta dei Boxer, prestando servizio sulla pirocorvetta Vettor Pisani e poi sull'ariete torpediniere Puglia. Per un anno fu sottordine del capo della polizia di Tientsin. Ritornato in Italia sul Puglia fu trasferito a bordo della nave da battaglia Benedetto Brin. Nel 1906 si dimise dietro sua domanda, venendo trasferito alla riserva. Divenuto tenente di vascello nel 1908, nel 1914 fu richiamato in servizio attivo, e dal 24 maggio 1915 prese parte alle operazioni militari contro l'Impero austro-ungarico. Nel dicembre dello stesso anno fu nominato addetto navale ad Atene, in Grecia, venendo promosso capitano di corvetta nel 1918. Per la sua conoscenza degli avvenimenti nel Levante, e delle mire espansionistiche greche sull'Anatolia, nel novembre 1918 fu inviato come consigliere politico presso l'ammiraglio Giuseppe Mortola, assumendo per un breve periodo l'incarico di Alto Commissario italiano a Costantinopoli. Aiutante di campo onorario di SM il Re Vittorio Emanuele III (19 febbraio 1919) rimase nella Capitale greca fino al novembre 1919, e l'anno successivo fu dispensato dal servizio nella Regia Marina, e nel 1923 fu trasferito nei ruoli del Ministero degli Esteri. Ricoprì l'incarico di Ambasciatore italiano in Grecia (1916-1929) e poi fu Ambasciatore in Ungheria (1930-1936) e in Argentina (7 agosto 1936-1939). Nel 1927 fu promosso capitano di fregata e nel 1936 capitano di vascello della riserva. Nel 1939 fu nominato Senatore del Regno d'Italia. Membro della Commissione degli affari esteri, degli scambi commerciali e della legislazione doganale (27 maggio 1939-5 agosto 1943). Si spense a Roma il 25 aprile 1946.

### Fonti
1. 1 2 3 4 5 6 7 8 9 10 11 12 13 14 15  Alberini, Prosperini 2016, p. 29.